# Maywood Park
Maywood Park az Amerikai Egyesült Államok északnyugati részén, Oregon állam Multnomah megyéjében helyezkedik el. A 2010. évi népszámláláskor 752 lakosa volt. A város területe 0,44 km², melynek 100%-a szárazföld.
A trapéz alakú területet északról a NE Prescott Street, délről az Interstate 205, keletről a NE 102th Avenue, keletről pedig a 92nd Avenue Sandy Boulevardig tartó szakasza határolja.
Nevét alapítója, E. F. Taylor feleségétől kapta, aki egy télen megjegyezte, milyen szépek voltak a fák májusban.

## Történet
A háromszög alakú területet 1926-ban vásárolta meg a Columbia Realty. Ez később a Commonwealth Inchez került, akik Portland Laurelhurst és Eastmoreland kerületeihez hasonló városrészt akartak kialakítani. Habár a nagy gazdasági világválság hátráltatta a munkálatokat, a 400 otthonos lakóközösség végül 1943-ra elkészült.
Városi ranghoz 1967-ben folyamodtak annak érdekében, hogy megakadályozzák az Interstate 205-nek a közösségen való keresztülvezetését. Ez végül nem sikerült, 82 házat lebontottak a nyugati oldalon. Végül elérték, hogy az út az eredeti tervekhez képest alacsonyabban, zajvédő falakkal épült meg.

## Népesség

### 2010
A 2010-es népszámláláskor a városnak 752 lakója, 300 háztartása és 217 családja volt. A népsűrűség 1709,1 fő/km2. A lakóegységek száma 312, sűrűségük 709,1 db/km2. A lakosok 85,5%-a fehér, 3,5%-a afroamerikai, 0,4%-a indián, 5,9%-a ázsiai, 0,1%-a a Csendes-óceáni szigetekről származik, 0,7%-a egyéb, 4%-a pedig kettő vagy több etnikumú. A spanyol vagy latino származásúak aránya 4% (2% mexikói, 0,5% Puerto Ricó-i, 0,1% kubai, 1,3% egyéb spanyol vagy latino származású.)
A háztartások 30,3%-ában élt 18 évnél fiatalabb. 55,7% házas, 11,7% egyedülálló nő, 5% egyedülálló férfi, 27,7% pedig nem család. 21,7% egyedül élt; 7,6%-uk 65 éves vagy idősebb. Egy háztartásban átlagosan 2,52 személy élt; a családok átlagmérete 2,82 fő.
A medián életkor 42,8 év volt. A város lakóinak 20,6%-a 18 évesnél fiatalabb, 5,1% 18 és 24 év közötti, 28,9%-uk 25 és 44 év közötti, 29,9%-uk 45 és 64 év közötti, 15,7%-uk pedig 65 éves vagy idősebb. A lakosok 47,7%-a férfi, 52,3%-a pedig nő.

### 2000
A 2000-es népszámláláskor  a városnak 777 lakója, 306 háztartása és 225 családja volt. A népsűrűség 1765,9 fő/km2. A lakóegységek száma 314, sűrűségük 713,6 db/km2. A lakosok 85,5%-a fehér, 3,5%-a afroamerikai, 0,4%-a indián, 5,9%-a ázsiai, 0,1%-a a Csendes-óceáni szigetekről származik, 0,7%-a egyéb-, 4%-a pedig kettő vagy több etnikumú. A spanyol vagy latino származásúak aránya 2,3% (1,5% mexikói,   0,8% pedig egyéb spanyol/latino származású.)
A háztartások 27,8%-ában élt 18 évnél fiatalabb. 60,1% házas, 9,5% egyedülálló nő; 26,5% pedig nem család. 20,9% egyedül élt; 9,5%-uk 65 éves vagy idősebb. Egy háztartásban átlagosan 2,54 személy élt; a családok átlagmérete 2,92 fő.
A város lakóinak 20,2%-a 18 évesnél fiatalabb, 6,2% 18 és 24 év közötti, 25,7%-uk 25 és 44 év közötti, 32,8%-uk 45 és 64 év közötti, 15,1%-uk pedig 65 éves vagy idősebb. A medián életkor 44 év volt. Minden 100 nőre 92,8 férfi jut; a 18 évnél idősebb nőknél ez az arány 90,2.
A háztartások medián bevétele 56 250 amerikai dollár, ez az érték családoknál $61 750. A férfiak medián keresete $39 821, míg a nőké $36 071. A város egy főre jutó bevétele (PCI) $26 472. A családok %-a, a teljes népesség 1,7%-a élt létminimum alatt; a 18 év alattiaknál ez a szám %, a 65 évnél idősebbeknél pedig 1,7%.

## Fordítás
Ez a szócikk részben vagy egészben  a   Maywood Park, Oregon című angol Wikipédia-szócikk ezen változatának fordításán alapul.  Az eredeti cikk szerkesztőit annak laptörténete sorolja fel. Ez a jelzés csupán a megfogalmazás eredetét és a szerzői jogokat jelzi, nem szolgál a cikkben szereplő információk forrásmegjelöléseként.